# Ерик Ламела
Ерик Мануел Ламела е бивш аржентински футболист, полузащитник. Роден е на 4 март 1992 г. в Карапачай, Буенос Айрес.

## Клубна кариера

### Ривър Плейт
Ламела дебютира за първия отбор на Ривър Плейт на 14 юни 2009 г. срещу Тигре в мач от Клаусура. Появява се в 80-ата минута, заменяйки Роберт Флорес. Първия си гол за Ривър бележи на 5 декември 2010 г. срещу Колон в Апертура. В последния кръг от Апертура вкарва втория си гол, при победата на Ривър над Ланус с 4-1.
През сезон 2010/11 е твърд титуляр за Ривър, изигравайки 34 мача и вкарвайки 4 гола. Помага на отбора си да завърши на шесто място и да се класира за Копа Судамерикана. Поради системата на изпадане в Аржентина, при която се гледат класиранията в последните три години, отборът му е принуден да играе плейоф за оцеляване, който губи от Белграно.

### Рома
През лятото на 2011 г. Ламела преминава в клуба от Серия А Рома за 12 милиона евро, плюс евентуално още 2 милиона, които са изплатени след изиграването на 20-ия му мач за Рома. Взима номер 8. На 23 октомври 2011 г. вкарва първия си гол за Рома срещу Палермо. През сезона успява да се разпише и срещу Лече, Новара и Чезена.

## Национален отбор
Ламела взима участие в Световното първенство до 20 години, на което Аржентина до 20 години отпада на четвърфиналите.
Дебютът си за Аржентина прави на 25 май 2011 г. в контрола срещу Парагвай.